# Raymond Jacobs
Raymond Jacobs (* 9. Dezember 1931 in Luxemburg) ist ein ehemaliger Radrennfahrer aus Luxemburg.

## Sportliche Laufbahn
Jacobs (alternativ häufig auch Jakobs) begann 1949 mit dem Radsport, als er Mitglied des Vereins UC Dippach wurde. Im selben Jahr konnte er auch sein erstes Rennen in der Klasse der Anfänger gewinnen. Als Amateur wurde er Zweiter in der Gesamtwertung des Rennens Flèche du Sud und bei der Landesmeisterschaft der Amateure. Neben Siegen in kleineren Rennen, konnte er Fünfter in der Österreich-Rundfahrt werden. 1956 wurde er Berufsfahrer und nahm an der Luxemburg-Rundfahrt teil. Auf der zweiten Etappe wurde er von einem Begleitfahrzeug angefahren und so schwer verletzt, dass er für längere Zeit seine Laufbahn unterbrechen musste. Er wurde reamateurisiert und startete erst 1959 wieder bei Radrennen. 1960 konnte er dann den Flèche du Sud gewinnen, 1961 wurde er Zweiter und 1962 Dritter dieses Rennens. 1962 wurde er Zweiter der nationalen Meisterschaft im Querfeldeinrennen. Zum Ende der Saison 1964 beendete er seine Laufbahn.

## Berufliches
Roger Jacobs arbeitete während und nach seiner Laufbahn in einer Metallfabrik.

## Familiäres
Raymond ist der jüngste von drei Brüdern. Edmond Jacobs und Roger Jacobs waren ebenfalls als Radrennfahrer aktiv. Seine Schwester Elsy Jacobs war 1958 Weltmeisterin im Straßenrennen der Frauen.